# 成田勝四郎
成田 勝四郎（なりた かつしろう、1904年（明治37年）10月5日 - 1982年（昭和57年）10月26日）は、日本の外交官。在ドイツ日本大使や終戦連絡中央事務局第一部長、国連政府代表団代表などを歴任。

## 来歴・人物
東京府東京市生まれ。麹町小学校、府立一中（現・東京都立日比谷高等学校）、第一高等学校を経て、1928年東京帝国大学法学部を卒業。在学中の1927年高等文官試験外交科に合格し、卒業と同時に外務省に入省。同期入省組には、東大法科でも同期だった与謝野秀がいる。
入省後、書記生としてイギリスへ配属されたのを皮切りに、戦前はソ連、ドイツ、満州などに在勤。帰国後、人事課長などを務めた後、終戦に伴い1945年に終戦連絡中央事務局第一部長に就任し、同局長官岡崎勝男の側近としてポツダム宣言受諾に関わった。同年外務省調査局調査官。1946年外務省研修所員。1949年京都連絡調整事務局長。
1951年オタワ日本政府在外事務所長、1953年在チリ日本公使を務めた後、パキスタン、オーストラリア、西ドイツで在日本大使を歴任。また、日本が国連加盟を果たして初めて総会初頭より参加した1957年第12回国際連合総会（代表首席・藤山愛一郎外務大臣）に国連政府代表団代表として参加し、日本の国際連合安全保障理事会非常任理事国初当選に貢献した。その他、北方領土問題対策協会副会長などを歴任し、戦後日本外交の重要な課題に取り組んだ。

## 親族
妻は、林内閣で外務大臣を務めた佐藤尚武の長女・房子。

## 栄典
- 1974年11月3日-勲一等瑞宝章[13]

## 著書
- 『日豪通商外交史』新評論 1971
- 『西ドイツの労働と財産形成政策』共著 労働法令協会 1967

他、論文多数。